# Himno sin título
El Himno sin título fue el himno nacional de las Antillas Neerlandesas.
Sin embargo, debido a las Antillas Neerlandesas fueron parte del Reino de los Países Bajos, el himno oficial del Reino es el de los Países Bajos, Wilhelmus. El Himno Sin un Título ha sido escrito en inglés por Zahira Hiliman de San Martín.
El himno estaba escrito en dos de los tres idiomas oficiales de las Antillas Neerlandesas, inglés y papiamento, neerlandés es el tercer idioma oficial. Se adoptó en 2000. Además de este himno, muchas de las islas en las Antillas Neerlandesas tuvieron sus propios himnos.
 Letra en papiamento
Sinku prenda den laman, e islanan di nos,
dòrnando e korona di un aliansa ideal.
Ounke hende i kultura tur koló nan tin, nos mes a
forma un famia den tur libertad.
Pesei nos tur ta alsa bos ku amor i den union
Coro:
Antia Neerlandes, bunitesa sin igual
Ku orguyo mi ta defendé mi patria tan stimá.
Antia Neerlandes, p'abo tur mi lealtat.
Pa semper lo mi keda fiel, pais bendishoná
Un shelu semper kla, laman ta invitá, e islanan ta
wowo dje kadena di unidat Idiomanan distinto, papiá
Ku komprenshon, mes ternura: "Sweet antilles" "Dushi Antia ta".
Pesei nos tur ta alsa bos ku amor i den union
Coro
Ser parti di nos tera, ta orguyo sin midí
Antia Neerlandes stimá, ku tur sinseridat,
Pues nos ta rearfimá ku amor i dignidat,
ku, Dios dilanti, nos ta sirbi huntu nos pais.
Pesei nos tur ta alsa bos ku amor i den union
Coro
Letra en inglés
Our islands in the sea, like gems they seem to be,
outstanding from a golden crown of blissful royalty.
Though their people and their cultures colorful may seem,
they yet uniquely blend to be just one family.
So we, your people raise our voice in love and unity
Coro:
Dear Netherlands Antilles, so beautiful to me.
I'm proud to be a part of you, a patriot I shall be.
Yes Netherlands Antilles, I pledge my loyalty,
To you always will be true; I say may God bless you.
So blessed with sunny skies and clear welcoming seas,
each island like a link that forms this chain of unity.
May differ in our language, yet meet on common ground,
When some say "Sweet Antilles" , some say "Dushi Antia ta".
Yes, proud are we to be identified with you,
dear Netherlands Antilles, to you we will be true.
So we declare and vow, with dignity and love,
Our nation we will always serve, may God keep us as one.